# كيرن - لاند (اتحاد إداري)
اِتِّحاد كِيرنٌ - لَانْد (بالأَلمانِيَّة: Verbandsgemeinden Kirn - Land) هُو اِتِّحاد إِدارِي أَلمانِيَّ في مِنطَقَة بَاد كرُويتسٌنَآخ التَّابِعة لِمُحافظة كُوبلنز في وِلاَية رَآينٌ لَاند - بفَآلز في جُمهُوريَّة أَلمَانيَا الاِتّحاديّة. ويضُمُّ اِتِّحاد كِيرنٌ - لَاند عِشرُون بَلدة بمِساحة تُقَدَّر بحَوالَي 118 كم².

## بلدَات اِتِّحاد كِيرنٌ - لَاند
يضُمُّ اِتِّحاد كِيرنٌ - لَاند عِشرُون بَلدة بمِساحة تُقَدَّر بحَوالَي 118 كم². وهي كالتَّالي:
| اِسم البلدَة           | ٱلِٱسم بالأَلمانِيَّة             | عَدد السُكَّان | المِساحَة (كم²) |
| -------------------- | ---------------------------- | ---------- | ------------- |
| بَلْدَة بيرِنٌبَآَخ         | Gemeinde Bärenbach           | 508        | 6             |
| بَلْدَة بِشرِبَآَخ          | Gemeinde Becherbach          | 384        | 8             |
| بَلْدَة برآُوڤَآيلِر       | Gemeinde Brauweiler          | 59         | 3             |
| بَلْدَة برُوشِيد          | Gemeinde Bruschied           | 281        | 3             |
| بَلْدَة هَاهنِينٌبَآَخ       | Gemeinde Hahnenbach          | 507        | 3             |
| بَلْدَة هَآيمڤَآيلِر       | Gemeinde Heimweiler          | 396        | 9             |
| بَلْدَة هَآينزِنٌبِيرغٌ      | Gemeinde Heinzenberg         | 24         | 2             |
| بَلْدَة هِنٌّڤَآيلِر         | Gemeinde Hennweiler          | 1٬235      | 14            |
| بَلْدَة هُوششتِيتِّنٌ - دآُونٌ | Gemeinde Hochstetten - Dhaun | 1٬620      | 13            |
| بَلْدَة هُوربَآَخ          | Gemeinde Horbach             | 41         | 2             |
| بَلْدَة كِلِّنٌبَآَخ          | Gemeinde Kellenbach          | 249        | 8             |
| بَلْدَة كُونِيغسآُو        | Gemeinde Königsau            | 59         | 2             |
| بَلْدَة لِيمبَآَخ          | Gemeinde Limbach             | 289        | 9             |
| بَلْدَة مِيكِنٌبَآَخ         | Gemeinde Meckenbach          | 359        | 7             |
| بَلْدَة أُوبِرهَآوزِنٌَ       | Gemeinde Oberhausen          | 901        | 5             |
| بَلْدَة أُوتزڤَآيلِر       | Gemeinde Otzweiler           | 193        | 3             |
| بَلْدَة شنِبِّنٌبَآَخ         | Gemeinde Schneppenbach       | 219        | 3             |
| بَلْدَة شڤَآرزِردِنٌ        | Gemeinde Schwarzerden        | 223        | 7             |
| بَلْدَة زِيمِّرتَآل         | Gemeinde Simmertal           | 1٬856      | 8             |
| بَلْدَة ڤَآيتِرسبرُونٌ      | Gemeinde Weitersborn         | 214        | 3             |

## وُصلات خارجيّة
- صفحة اِتِّحاد كِيرنٌ - لَاند الرّسميّة (باللُّغَةُ الألمانِيّة).

## مَراجع
1. ↑  "معلومات عن كيرن - لاند (اتحاد إداري) على موقع d-nb.info". d-nb.info. مؤرشف من الأصل في 2019-12-13.
2. ↑  "معلومات عن كيرن - لاند (اتحاد إداري) على موقع viaf.org". viaf.org. مؤرشف من الأصل في 2016-12-06.